# Кудиново (село, сельское поселение село Кудиново)
Кудиново — село в Малоярославецком муниципальном районе Калужской области. Центр сельского поселения «Село Кудиново». 

## География
Располагается на реке Перинка, рядом — деревня Кудиново, Ильинское и Черкасово

## История
Возникло в XX веке при животноводческом совхозе Кудиново.
В 1958-м году была завезена первая небольшая партия свиней породы ландрас.

## Население
| 2002 | 2010  |
| ---- | ----- |
| 3419 | ↘3040 |

## Известные жители
- Цветков, Василий Николаевич — организатор сельскохозяйственного производства, Герой Социалистического Труда (1966).
- Разуваева, Анастасия Илларионовна — передовик сельскохозяйственного производства, Герой Социалистического труда (1966).

## Достопримечательности
- Никольская церковь
- Памятник  Василию Николаевичу Цветкову
- Памятник в КудиновоБратская могила и памятник при ней

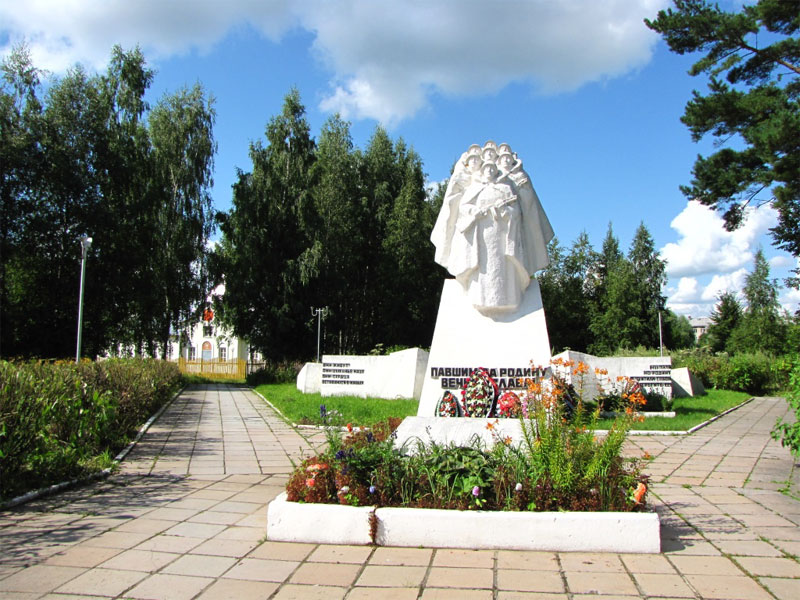
Памятник в Кудиново

- Въездной знак — Госплемзавод имени В.Н. Цветкова
- Аэродром Кудиново